# پری

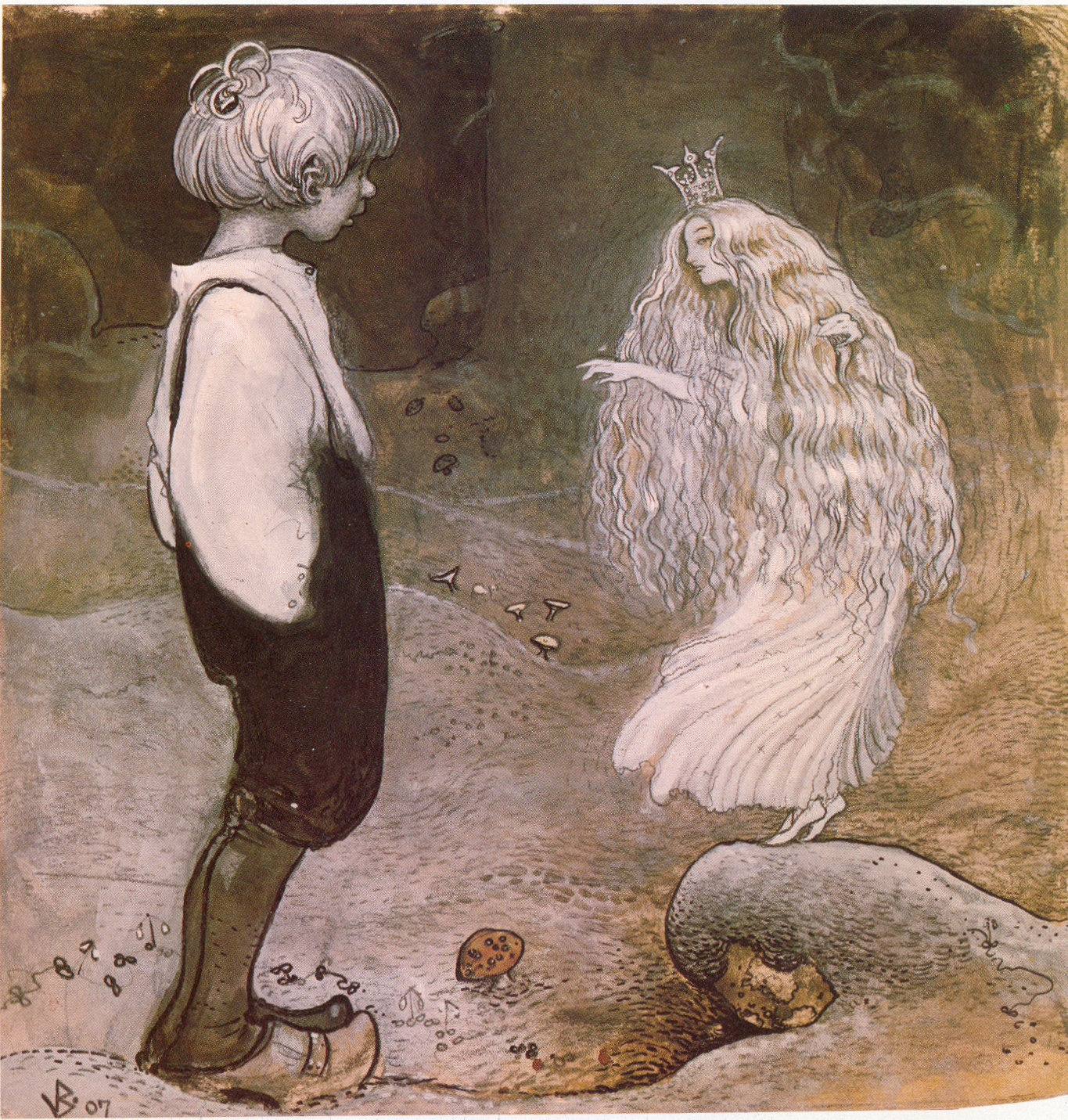

پَری (جمع: پَریان)، یک موجود کوچک، تخیلی و انسان‌نما است. این موجود تخیلی موجودی فتنه‌آمیز، باهوش و صاحب قدرتِ سِحر و جادو است.
پری در افسانه‌های ایرانی و در اساطیر مناطق گوناگون جهان به صورت موجودی فرشته‌نما است.پری یک موجود انسان‌نما است و اغلب در دریا زندگی می‌کند و به پری دریایی مشهور است. 
برخی از انواع پری‌ها در کتابی با عنوان «خودپری‌گونگی» آورده شده‌است. از پری در  اسطوره‌های قبل از اسلام و ادبیات کهن ایران بار‌ها نام برده شده است  در هنر و فرهنگ قرن‌های جدید ایران پری معمولا زنی نیکوکار، زیبا و کمک‌رسان به انسان‌ها است 

## پری‌های معروف
| نام پری                     | در داستان        | خالق            |
| --------------------------- | ---------------- | --------------- |
| تینکربل                     | پیتر پَن          | جیمز بری        |
| فرشتهٔ نجات                  | سیندرلا          | شارل پرو        |
| فلورا فیونا مری و در        | زیبای خفته       | شارل پرو        |
| پری آبی                     | ماجراهای پینوکیو | کارلو کلودی     |
| فلورا استلا بلوم تکنا میوسا | وینکس کلاب       | ایجینیو استرافی |